# Günther Anders

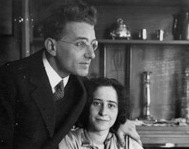
Günther Anders e Hannah Arendt (1929)

Günther Anders, pseudonimo di Günther Siegmund Stern (Breslavia, 12 luglio 1902 – Vienna, 17 dicembre 1992), è stato un filosofo e scrittore tedesco.

## Biografia
Figlio degli psicologi Ludwig Wilhelm (poi William) e Clara Stern, ricevette una solida formazione umanistica. Assimilato come ebreo tedesco, allievo di Martin Heidegger e Edmund Husserl, completò con quest'ultimo la sua tesi in filosofia nel 1923. Nel 1929 tentò di ottenere l'abilitazione alla docenza presso l'Università di Francoforte sul Meno, presso Paul Tillich, ma fallì. Le voci secondo cui Adorno avrebbe tramato contro di lui - Adorno stava lavorando alla sua filosofia musicale in quel momento - non sono vere. In realtà ad Anders era stato consigliato di aspettare fino a quando il "clamore nazista" non si fosse placato.. L'aneddoto, secondo il quale lo pseudonimo Anders sia nato da un invito del suo editore di Berlino di cambiare il suo cognome, Stern, poiché era assai comune tra gli scrittori in Germania, con il suggerimento di sostituirlo con "qualcosa di diverso” ("etwas anderes", in tedesco), per quanto tuttora molto diffuso, è ormai ritenuto alquanto improbabile.
Comunque sia, Anders iniziò a quel tempo a firmare le sue opere come "Diverso" (Anders). Sposò nel 1929 la filosofa Hannah Arendt, da cui avrebbe divorziato nel 1937 perché il pessimismo di Anders era "difficile da sopportare", come lei confessò in seguito. L'avvento del nazismo in Germania, nel 1933, lo costrinse presto all'esilio, dapprima a Parigi, poi negli Stati Uniti d'America, a New York e a Los Angeles, dove si dedicò a svariati lavori manuali per mantenersi; di lì assistette alla crisi in Europa e alla catastrofe della Seconda guerra mondiale, ma anche alla progressiva militarizzazione che, dopo il conflitto, diede il via alla guerra fredda, costruita sull'equilibrio del terrore atomico.
Negli USA fece molti lavori umili, ma scrisse anche per il giornale di lingua tedesca Der Aufbau e successivamente insegnò presso la New School for Social Research di New York. Scrisse il suo primo libro di riflessioni filosofiche, Die Schrift an der Wand: Tagebücher 1941-1966 (Scritti sul muro: Diari 1941-1966), e iniziò la sua riflessione come operaio in un magazzino di costumi storici a Hollywood. Rientrato in Europa nel 1950 e stabilitosi a Vienna, iniziò a lavorare su Die Antiquiertheit des Menschen (L'uomo è antiquato, 1956), dove analizzava l'inadeguatezza dei sentimenti umani a confronto con le macchine, e a una risoluzione filosofica contro Heidegger, in cui Anders definì i principi di "cecità verso l'Apocalisse", al centro del suo lavoro svolto in un secondo momento.
Egli categorizzò le sue idee coniando il termine tedesco Diskrepanzphilosophie (filosofia della discrepanza), per descrivere la sua attenzione nei confronti della crescente divergenza tra ciò che è diventato tecnicamente possibile (ad esempio, la distruzione nucleare di tutto il globo), e ciò che la mente umana è in grado di immaginare. La discrepanza tra le attività umane e quelle dei suoi dispositivi è diventata maggiore da quando gli strumenti, in quanto estensioni e miglioramenti degli organi umani, sono stati sostituiti da macchine dotate una certa autonomia. Ciò pose le basi dell'"antiquatezza"  (o, meglio, l'"esser-antiquato") dell'essere umano (Die Antiquiertheit des Menschen).
Tramite il lavoro l'uomo crea dei prodotti che lo rendono superfluo. Il divario (Gefälle) tra ciò che l'uomo immagina e ciò che può produrre suggerisce un ulteriore significato dell'espressione "antiquatezza" dell'uomo: secondo Anders, l'uomo è antiquato nelle sue capacità di pensare, di immaginare,  non riuscendo a stare al passo con ciò che è in grado di produrre. Anders non vede la tecnologia come un mezzo neutrale rispetto al valore: le caratteristiche tecniche dei dispositivi che gli uomini utilizzano determinano già la loro applicazione. Si viene a creare, in questo modo, una sorta di "circolo vizioso": le condizioni economiche, sociali e politiche producono macchine che a loro volta producono specifici cambiamenti economici, sociali e politici. In questo modo la tecnologia si trasforma da oggetto in soggetto della storia. Ma le persone non sono più in grado di riconoscere il potere strutturale dei loro dispositivi, non possono più far fronte emotivamente e cognitivamente ai vincoli pratici e etici che tutto ciò comporta, e si sentono di conseguenza inadeguate. La superiorità strutturale della tecnologia rispetto a coloro che ne fanno uso ha sia conseguenze positive, come, per esempio l'alleggerimento del lavoro, oltre che negative, come la scomparsa di ogni reale finalità del lavoro, il quale diventa fine a se stesso. L'uomo è ormai diventato "pastore degli oggetti" ("Objektenhirt"),  responsabile, ormai, solo della loro manutenzione.
Strenuamente impegnato contro la violenza del potere e particolarmente contro il riarmo atomico, è conosciuto come un saggista del movimento anti-nucleare ed è uno dei maggiori filosofi contemporanei; è stato uno dei pensatori che con più rigore e tenacia ha pensato la condizione dell'umanità nell'epoca degli armamenti di distruzione di massa.
Secondo Anders, le armi  nucleari non rientrano in alcuna tipologia di razionalità mezzo-fine: paradossalmente, esse possono essere utilizzate come un mezzo efficace solo se non vengono effettivamente utilizzate, cioè per mera deterrenza, come durante la guerra fredda, in cui vigeva il cosiddetto equilibrio del terrore.
L'arma nucleare è dotata anche di una sorta di onnipotenza: essa mette sotto ricatto tutti o nessuno, anche se ciò rappresenta in realtà un "auto-ricatto" dell'umanità. Il sogno umano dell'onnipotenza si sta trasformando nel suo contrario: gli uomini hanno il potere di porre fine al mondo e dunque sono diventati i "padroni dell'apocalisse". Con la possibilità di spazzare via l'umanità, l'epoca attuale è diventata l'ultima, poiché una eventuale guerra nucleare significherebbe l'annientamento sia del passato che del futuro. 
Con Robert Jungk, Anders fu il cofondatore del movimento antinucleare nel 1954. Pubblicò il suo diario filosofico di una conferenza internazionale su Hiroshima (Der Mann auf der Brücke, 1959) e la sua corrispondenza con il pilota Claude Eatherly che guidò la spedizione per lo sganciamento della bomba su Hiroshima (Off limits für das Gewissen. Der Briefwechsel zwischen dem Hiroshima-Piloten Claude Eatherly und Günther Anders, 1961). I suoi libri politicamente aspri dal 1960 inclusero una lettera aperta al figlio di Adolf Eichmann, un discorso sulle vittime delle guerre mondiali. Nel 1967 prese parte come giurato al tribunale Russell per rendere pubbliche le atrocità del Vietnam. Dal 1945 al 1955 fu sposato con la scrittrice austriaca Elisabetta Freundlich; mentre nel 1957 si sposò con la pianista ebreo-americana Charlotte Lois Zelka, morta nel 2001.
Uno degli ultimi scritti, Gewalt. Ja oder nein. Eine notwendige Diskussion, pubblicato nel 1987, riaprì in Germania il dibattito circa l'utilità del pacifismo non-violento in un'epoca minacciata dall'olocausto nucleare e da un'umanità disincantata. Egli avanzò la tesi secondo la quale una violenza esterna può legittimare una reazione di autodifesa violenta, nella convinzione che «la rinuncia ad agire è un agire insufficiente».

## Opere
La produzione letteraria e filosofica di Günther Anders è vastissima, nei libri e soprattutto nei suoi innumerevoli articoli e conferenze, pubblicati sulle riviste più disparate (ed è dalle pubblicazioni in rivista che nasce il suo pseudonimo, "anders", che significa "altro", con cui ha firmato tutte le sue opere).
Tra i principali testi tradotti in italiano:
- Essere o non essere, Einaudi, Torino 1961;
- La coscienza al bando. Il carteggio del pilota di Hiroshima Claude Eatherly e di Günther Anders, Einaudi, Torino (1962);
- Kafka. Pro e contro, Quodlibet, Macerata 2006;
- Discorso sulle tre guerre mondiali, Linea d'ombra, Milano (1990);
- Opinioni di un eretico, Theoria, Roma-Napoli (1991);
- Patologia della libertà. Saggio sulla non-identificazione, Orthotes, Napoli-Salerno (2015);
- Noi figli di Eichmann, Giuntina, Firenze (1995);
- Stato di necessità e legittima difesa, Edizioni Cultura della Pace, San Domenico di Fiesole (Firenze) (1997);
- L'uomo è antiquato, 2 volumi, Bollati Boringhieri, Torino (2003) (prima edizione, Milano 1963);
- Saggi dall'esilio americano, Palomar, Bari (2003);
- Amare, ieri. Appunti sulla storia della sensibilità, Bollati Boringhieri, Torino (2004);
- Discesa all'Ade. Auschwitz e Breslavia,1966, Bollati Boringhieri, Torino, 2008;
- La catacomba molussica, Lupetti, collana "I rimossi", Milano, 2008;
- Lo sguardo dalla torre. Favole con le illustrazioni di A. Paul Weber, Mimesis, Milano, 2012 .
- Dopo Holocaust, Bollati Boringhieri, Torino (2014);
- L'ultima vittima di Hiroshima. Il carteggio con Claude Eatherly,  il pilota della bomba atomica, nuova edizione rivista e aggiornata di La coscienza al bando (con introduzione di Bertrand Russell e Robert Jungk), a cura di Micaela Latini, Mimesis, Milano-Udine (2016).
- Brevi scritti sulla fine dell'uomo, con testo originale a fianco, a cura di Devis Colombo, Asterios, Trieste 2016 .
- "Carteggio tra Günther Anders e Georg Lukács 1964-1971", a cura di Devis Colombo, Azioni Parallele. Rivista filosofica online, luglio 2017, ISSN 2420-8310
- Dopo Auschwitz, in Auschwitz dopo Auschwitz. Poetica e politica dopo la Shoah, a cura di M Latini, E. Storace, Meltemi, Milano 2018, pp. 241-246.
- I morti. Discorso sulle tre guerre mondiali, Medusa, Milano 2018.
- Il mondo dopo l'uomo. Titolo originale:  Gewalt. Ja oder nein. Eine notwendige Diskussion, Mimesis, Milano 2008.
- L'uomo sul ponte. Diario di Hiroshima e Nagasaki (e Tesi sull'età atomica) , trad. it. di R. Solmi, con prefazione di N. Bobbio e introduzione di M. Latini, collana "Andersiana", Mimesis, Milano-Udine 2024.